# 圏外です♡
『圏外です♡』（けんがいです）は、いちば仔牛による漫画作品。『月刊少年シリウス』（講談社）2005年7月号から2007年12月号まで連載された。1話ごとに、通常のコマ割りと4コマが混在する形式。

## あらすじ
ごく普通の高校1年生男子・右京は、入学祝いとして、初めて新しい携帯電話を買ってもらった。さっそくユーザー情報の登録を済ませたとたん、驚いたことに画面から小さな少女が出現した。
日本刀を持ち、「ござル」口調のミニ少女は「電波の妖精・ゼロ」と名乗り、右京との召喚契約が成立したと告げる。
ゼロをはじめとする電波の妖精たち、少々のことには動じない右京の家族、ちょっとがさつな右京の幼なじみの少女などの個性的な面々が巻き起こしたり巻き込まれたりする日々の騒動を、楽しく描く作品。

## 主な登場人物

### 人間
佐々木 右京（ささき うきょう）
本作の主人公。ごく普通の、高校1年生の男子。1年A組に所属。大きな眼鏡をかけている。高校の入学祝いとして、初めて携帯電話を持つことになった。やや周囲に流されやすい性格。ただ、周囲にはボケ役が多いため、必然的にツッコミ役になることが多い。ゼロの召喚者だが、もちろん本人は召喚したつもりはまったくない。授業のノートはきっちり取っているらしく、テスト前には必ず友人たちに頼りにされている。
佐々木 左代子（ささき さよこ）
右京の妹。小学生。ロングヘアーをカチューシャで上げ、おでこを見せている。寡黙で、いつもやや物憂げな表情をしている。瞳で語るタイプ。見かけとは違いしっかり者。将来はファッションデザイナーになりたいと思っている。ファッションデザインのセンスを磨くため、人形の着せ替えで特訓中。それは人形以外にも及び、ゼロとロンが主な対象になっている。
右京の母
右京と左代子の母親。やや癖のあるロングヘアーを首の後ろで軽くまとめている。右京と似た大きな眼鏡をかけている。やや天然っぽい分、物事にも動じないタイプ。ゼロも、すんなりと存在を認めてしまった。
倖田 貴子（こうだ たかこ）
右京のクラスメイト（1年A組）。右京とは、幼稚園時代からの幼なじみ。セブンの召喚者。灰色のショートヘアー。ツリ目。たいてい、イタズラ好きの少年のような笑顔をしている。元気娘だが、行動も口調もややがさつな、姐御肌タイプ。ちょっとしたことで、よく暴れる。胸よりも身長が伸びている。学校の女の子や、なぜか動物と子どもにも人気がある。左代子やロンもなついている。携帯電話を持っているが、まともに使えない。説明書をほとんど読まないタイプ。授業中に、堂々と寝たりする。毎度のように、右京に宿題を写させてもらったり、ノートを借りたりする。それなのに、テストの成績はなぜか必ず右京より少しだけ上を行く。家業の喫茶店で腕を磨いたので、料理はプロ級。寒いのと、朝早いのは苦手。金儲けに関しては抜け目なく、ゼロやセブンに与えて楽しむための食べ物を売る「シカせんべい商法」（右京が命名）をよくやっている。
水無月 涼香（みなづき すずか）
右京のクラスメイトで、貴子の親友。黒いロングヘアーを、頭の後ろで蝶結びのリボンでまとめている。かわいい系。貴子が暴れたり、妙な持ち物を自慢したり、セブンをいじめたりするのを見ると、うっとりしてしまう。ちょっと感性がズレている。ふだん優しい分、本気で怒った時は貴子よりも怖ろしい。かわいい物が好き。右京や貴子のように、電波の妖精の召喚者になりたがっているが、その願いは物語終盤にワンの主人になる事によって叶った。
荒川 タカシ（あらかわ タカシ）
右京のクラスメイト。男子にしては少し長めの髪（貴子と同じぐらい）。ツーの召喚者。明るい性格のお調子者で、おせっかい。口は災いの元、を体現している。クラブには入っていないが、運動神経がよく、しばしば運動部系の助っ人をやっている。学業はいま一つのようで、夏休みには補習を受けた。
高杉 小太郎（たかすぎ こたろう）
右京のクラスメイト。無口で、いつもしかめ面をしているが、別に怒っているわけではない。どちらかというと面倒見はいい。携帯電話を持っているが、これはタカシが携帯電話を買うのにつき合った時、なりゆきで買ったもの。物事にはあまりこだわらないタイプ。物理部に所属し、特に天文観測が好き。
東雲 千里（しののめ せんり）
右京たちとは別のクラス（1年B組）の風紀委員。気が強い、クールビューティー系の美少女。双子の妹。ストレートのロングヘアー。ツリ目。低血圧で、寝起きが悪い。ナインの召喚者。風紀委員らしい態度で、当然校則厳守。授業時間には携帯電話の電源を必ず切る。過去に貴子と何かあったらしく、貴子とは犬猿の仲。怖い話は苦手。姉の万里にホラー映画鑑賞につき合わされ、一晩眠れないこともよくある。
東雲 万里（しののめ ばんり）
千里の双子の姉。千里と同じ1年B組に所属。外見は千里に似ているが、性格は正反対で、引っ込み思案かつ寂しがり屋で、さらに泣き虫。たいてい、妹の千里の後ろに隠れている。おでこに「背後霊」という札が貼られたこともある。ファイブの召喚者。料理が得意。また、怖い話が大好きで、よくホラー映画を鑑賞している。
松田
生活指導担当。問題児が近づくと髪の毛が鬼太郎のようにピンと立つ問題児センサーを持っている。スリーの召喚者。
よしこ
右京たちのクラス（1年A組）担任の女性教師。担当教科は現代国語。20代後半だが、独身。「四捨五入」という言葉が大嫌いらしい。かわいい物が好きで、ゼロたちを見つけてからは授業中に携帯電話の電源を切らなくてもいいことにした。寝る時、今でも子どもの頃に買ってもらったクマのぬいぐるみが必須。テストの時にゼロとセブンのための小さなテスト用紙を作ったり、ゼロとセブンに宿題（召喚者の観察日記）を出す等、意外と細やかなところがある。
貴子の母
貴子にそっくり。左目の下に、小さな泣きぼくろがある。極めて多忙な国家公務員で、ふだんはアメリカ・ニューヨークに長期出張している。欧米文化に染まっているのか、やたらとスキンシップ（久々に会う貴子や右京を抱きしめる等）をしたがる。唯一、貴子が恐れる人物。

### 電波の妖精
高レベル妖精に共通の設定
- 携帯電話から出現する。持ち主と波長が合ったため召喚された、とされるが真相は不明。
- どこかに、必ず携帯電話のアンテナ記号形のアクセサリーをつけている。また、必ず何かの武器を持ち歩いている。
- 同一エリアに複数存在することを嫌い、もし複数出現した場合は直接戦って排除するか、順位づけをしようとする。順位づけは妖精どうしの戦闘か、持ち主どうしの強弱で決めるらしい。知り合った人間や動物も順位づけたがる。
- 食いしん坊で、特に甘い物が大好き。また、何か食べているとバッテリーの保ちがよくなる。
- 携帯電話本体や召喚者からかなり離れることができるが、携帯電話本体の電源を切られると姿が消えてしまう。
- 水には弱い。海などに入ると、力が抜けてしまう。

ゼロ
召喚者は右京。薄いライムグリーンのロングヘアーをポニーテールにしている。前髪も長めで、常に左目を隠している。瞳の色がバッテリーの状態を示し、充分であればライムグリーンだが、バッテリー切れが近づくと赤くなる。ふだんは、黒いタンクトップ型のミニスカワンピースを着ている。また、首に携帯電話のアンテナ記号形をあしらったチョーカーをつけている。自称「サムライ」。「始まりの者・ゼロ」の名で呼ばれる、電波界最強の剣豪だったという噂があるが、その真偽は不明。いつも持ち歩く日本刀は「こてっちゃん」。ふだんは身長15cmほどの3頭身の姿をしているが、省電力モードになると身長5cmほどで2頭身のミニサイズに、さらにスーパー省電力モードでは1cmほどの超ミニサイズになる。逆に人間大になることもできるが、エネルギー消費が激しく、短時間でバッテリー切れになり元に戻ってしまう。携帯電話をマナーモードにすると、口に“×”つきのマスクがつき、しゃべることができなくなる。
バウムクーヘンが大好物。断面の縞模様が、デジタル信号に見えるらしい。気に入ったものの名前は、勝手に辞書登録する。甘いお菓子の名前がどんどん増えているらしい。着メロは、自分で歌う。メールは、文章は封筒で、添付画像はプラカードで届けてくれる。授業中に広げる本は「メススノ問学」（右から読んで「学問ノススメ」）。超ミニサイズの専用マグカップを用意してもらった。“ZERO”と書かれている。寝る時、当初は携帯電話に戻っていたが、左代子からドールハウスを、また右京の母から手製のパジャマをもらってからは、ドールハウスに「メイドこでんぱ」を置いて、そこで寝ている（ただし、こでんぱの子守唄はちょっとうるさい）。召喚者の右京が大好きで、大好物のバウムクーヘンでも最後の1切れは右京と半分こする。
セブン
召喚者は貴子。黒のロングヘアーに、黒ずくめのエージェント風スーツを着用。スーツの襟に、携帯電話のアンテナ記号形のバッジをつけている。愛用の武器は二丁拳銃の「こっぷさん」。電波の世界では腕利きで恐れられていたという噂があるが、誰も信じていない。自称「秘密諜報部員」だが、存在が学校中に知られてしまう等、秘密とも諜報とも無縁な生活を余儀なくされている。貴子には「なな公」と呼ばれる始末。
性格は素直すぎるほど素直で、毎度のように貴子にだまされている。出現してすぐ、貴子がダウンロードサイトから落としたセクシーなコスプレ衣装を次々と着させられ、自称・秘密諜報部員のプライドが粉砕されてしまった。これも貴子のイタズラで、着ぐるみ風のマスコットの中に入れられていたが、後にこれは「いたたまれない時、中に隠れるためのもの」になっている。ホイップクリーム（生クリームを泡立てたもの）が大好きで、絞り袋ごと持ち歩いている。口金は必ず星型（ギザギザが重要らしい）。もちろん、朝昼晩とおやつに、必ず食べている。ゼロをライバル視していて、機会があれば勝負を挑もうとする。授業中に広げる本は「たーへるあなとみあ」。
ナイン
召喚者は千里。薄いミントグリーンの、癖のあるセミロングヘアー。RPGの騎士のような鎧とマントを身にまとっている。マントを留めている首元のプレートには、携帯電話のアンテナ記号形の彫刻がある。武器は、両刃のロングソード。愛称は「カリバーくん」。チョコレートが大好き。ゼロやセブンが実体化したと聞きつけ、勝負を挑みに来た。千里には「さりげなく観察し情報収集」と言っているが、実際には正面から堂々とやって来ている。
ファイブ
召喚者は万里。えんじ色のロングヘアー。特に前髪はクセがあり、丸まっている。後ろは、女流剣士のようなポニーテール。黒いノースリーブシャツに、ベージュのハーフパンツという活発なスタイル。腰のベルトのバックルが、携帯電話のアンテナ記号形になっている。大食らいで、万里の料理が大好き。ペロペロキャンディ（ロリポップ）が好物。力持ちで、武器は柄が長い大斧で、愛称は「おのっち」。
ツー
召喚者はタカシ。黒髪ロングのポニーテールに和服姿。武器は薙刀。好物は金平糖。世界征服をたくらんでいる。一人で勝手に行動しているため、彼女が召喚されてからタカシは携帯電話を使えなくなってしまった。
スリー
召喚者は松田先生。武器はヨーヨー。好物はきびだんご。曲がった事が大嫌いで、ケータイ刑事（デカ）を自称している。
ワン
召喚者は涼香。好物はミルクキャラメル。赤ん坊の為、当初は言葉が話せず涼香という通訳を介していたが、後に睡眠学習により話せるようになった。寝起きが悪く、無理矢理起こされると泣き喚き、周囲を電波障害に陥らせる。
こでんぱ
電波の妖精。ゼロやセブンたちよりも低レベルで、姿も小さい。普通は目に見えないが、実はあちこちにたくさんいる。能力もさまざまで、ゼロのような高レベルの妖精に従って仕事をすることも多い。特に誰からも命令を受けていない時、多数集まると、近くの生物に悪い影響を及ぼすことがある。

### 動物
ロン
佐々木家の飼い犬。黒いトイプードル。雄。とてもおとなしい。室内犬だが、外へ散歩へ行くのが大好き。自分を犬だと思っていないフシがある。ゼロがお気に入りで、よく頭の上に乗せる。作者が所属する団体「RRR」の公式サイトのマスコットでもある。

## 主な舞台
佐々木家
右京、左代子と父母の4人に飼い犬のロン、そしてゼロが住んでいる。父親は登場していない。人間とゼロには、各自専用の名前入りマグカップがある。
倖田家
貴子の自宅。貴子の父がマスターである喫茶店「CODA」（コーダ）でもある。マスターの穏和な性格のおかげで、店は人気が高く常連も多い。携帯電話の使いすぎ（主にコスプレ衣装データのダウンロード代）で、お年玉を没収された右京がアルバイトをしたことがある。右京のアルバイトをゼロとセブンもメイド姿で手伝ったが、そのかわいさから来客が激増した。結果、アルバイト代は右京よりゼロの方が多かった。
高校
右京や貴子たちが通う。校名は不明。ゼロたちの存在は秘密のはずだったが、貴子から涼香、そしてクラスメイトたち、さらに他のクラス、教師たちにまでも広まってしまった。よしこをはじめ、各教師に電波の妖精は大人気で、どの教師も現在4体の電波の妖精（の召喚者たち）を次年度に自分の担任クラスに集めようという野望を持っている。召喚者の生徒が携帯電話を忘れて登校し、電波の妖精の姿が見えないとなると、その生徒は廊下に立たされてしまう。

## 書誌情報
講談社より「シリウスKC」として全3巻が刊行されている。
1. 第1巻（2006年4月21日発行） ISBN 4-06-373024-7
2. 第2巻（2007年2月23日発行） ISBN 978-4-06-373061-6
3. 第3巻（2007年11月22日発行） ISBN 978-4-06-373094-4